# امریکن ریور، استرالیای جنوبی
امریکن ریور (به انگلیسی: American River) یک شهرک در استرالیا است که در استرالیای جنوبی واقع شده‌است.